# Campeonato Mundial de Snowboard de 1997
El II Campeonato Mundial de Snowboard se celebró en la localidad alpina de San Candido (Italia) entre el 21 y el 26 de enero de 1997 bajo la organización de la Federación Internacional de Esquí (FIS).

## Medallistas

### Masculino
| Evento                   | Oro                            | Plata                        | Bronce                           |
| ------------------------ | ------------------------------ | ---------------------------- | -------------------------------- |
| Eslalon gigante (22.01)  | Thomas Prugger · Italia ·      | Mike Jacoby Estados Unidos   | Ian Price Estados Unidos         |
| Eslalon (23.01)          | Bernd Kroschewski · Alemania · | Dieter Moherndl · Alemania · | Anton Pogue Estados Unidos       |
| Eslalon paralelo (25.01) | Mike Jacoby Estados Unidos     | Elmar Messner · Italia       | Bernd Kroschewski · Alemania     |
| Campo a través (26.01)   | Helmut Pramstaller · Austria   | Klaus Sammer · Austria       | Jakob Bergstedt · Suecia         |
| Halfpipe (24.01)         | Fabien Rohrer · Suiza ·        | Markus Hurme · Finlandia ·   | Roger Hjelmstadstuen · Noruega · |

### Femenino
| Evento                   | Oro                           | Plata                         | Bronce                          |
| ------------------------ | ----------------------------- | ----------------------------- | ------------------------------- |
| Eslalon gigante (21.01)  | Sondra van Ert Estados Unidos | Karine Ruby Francia           | Margherita Parini · Italia ·    |
| Eslalon (23.01)          | Heidi Renoth · Alemania ·     | Dagmar Mair · Italia ·        | Dorothée Fournier Francia       |
| Eslalon paralelo (25.01) | Dagmar Mair · Italia          | Karine Ruby Francia           | Marie Birkl · Suecia            |
| Campo a través (26.01)   | Karine Ruby Francia           | Manuela Riegler · Austria     | Maria Kirchgasser · Austria     |
| Halfpipe (24.01)         | Anita Schwaller · Suiza ·     | Christel Thoresen · Noruega · | Sabine Wehr-Hasler · Alemania · |

## Medallero
| Núm. | País           | Oro | Plata | Bronce | Total |
| ---- | -------------- | --- | ----- | ------ | ----- |
| 1    | Italia         | 2   | 2     | 1      | 5     |
| 2    | Alemania       | 2   | 1     | 2      | 5     |
| 2    | Estados Unidos | 2   | 1     | 2      | 5     |
| 4    | Suiza          | 2   | 0     | 0      | 2     |
| 5    | Austria        | 1   | 2     | 1      | 4     |
| 5    | Francia        | 1   | 2     | 1      | 4     |
| 7    | Noruega        | 0   | 1     | 1      | 2     |
| 8    | Finlandia      | 0   | 1     | 0      | 1     |
| 9    | Suecia         | 0   | 0     | 2      | 2     |
|      | TOTAL          | 10  | 10    | 10     | 30    |